# Хиројуки Абе
Хиројуки Абе (јап. 阿部 浩之; 5. јул 1989) јапански је фудбалер.

## Каријера
Током каријере је играо за Гамба Осака и Кавасаки Фронтале.

## Репрезентација
За репрезентацију Јапана дебитовао је 2017. године. За тај тим је одиграо 3 утакмице.

## Статистика
| Јапан  | Јапан   | Јапан  |
| Година | Наступи | Голови |
| ------ | ------- | ------ |
| 2017.  | 3       | 0      |
| Укупно | 3       | 0      |